# 高橋舜
高橋 舜（たかはし しゅん）は、日本のアクション俳優、スーツアクター。

## 人物
主に「ウルトラシリーズ」で怪獣役として出演。
同じくウルトラシリーズで主にウルトラ戦士役として出演している岩田栄慶は、学生時代からの先輩である。

## 出演作品
※全てウルトラシリーズ

### テレビ
※全てテレビ東京系列
- ウルトラマンジード（2017年）
- ウルトラマンR/B（2018年） - ホロボロス、バド星人
- ウルトラマンタイガ（2019年） - デアボリック（MB）、ナイトファング、ゴロサンダー
- ウルトラマンZ（2020年） - ギガス、ホロボロス、タッコング
- ウルトラマントリガー NEW GENERATION TIGA（2021年 - 2022年） - デアボリック、ポスターのモデル[2]、バリガイラー
- ウルトラマンデッカー（2022年 - 2023年） - スフィアザウルス、パゴス ほか
- ウルトラマンブレーザー（2023年 - 2024年） - タガヌラー、ゲバルガ、イルーゴ、ブルードゲバルガ
- ウルトラマンアーク（2024年 - 2025年） - レッドキング（二代目）、リヴィジラ、ホムガー、パゴス、ザディーメ、キングオブモンス
- ウルトラマンオメガ（2025年 - ） - グライム、テリジラス、オオヘビヌシノミコト

### 映画
※全て松竹配給
- 劇場版 ウルトラマンジード つなぐぜ! 願い!!（2018年）
- 劇場版 ウルトラマンR/B セレクト! 絆のクリスタル（2019年）
- 劇場版 ウルトラマンタイガ ニュージェネクライマックス（2020年） - ゴロサンダー
- ウルトラマントリガー エピソードZ（2022年） - デストルドス
- ウルトラマンデッカー最終章 旅立ちの彼方へ…（2023年） - バド星人

### ネットムービー
- セブンガーファイト（2021年、TSUBURAYA IMAGINATION）
- ウルトラマン シンガポールの新たな力（2021年、YouTube）
- ウルトラギャラクシーファイト 運命の衝突（2022年、YouTube）
  - プロローグ編（2021年）